# Bert Haars
Elberta Alijda (Bert) Haars (Lochem, 1 september 1913 - Breukelen, 3 juni 1997) was een Nederlandse politica.
Haars was een bekwame juriste, die als vrouw lang moest wachten voor de CHU haar in 1967 verkiesbaar stelde voor de Tweede Kamer. Ze was advocaat in Breukelen en had lange bestuurservaring in gemeente en provincie: Ze was van 1949 tot 1966 gemeenteraadslid van Breukelen en van 1950 tot 1977 lid van de Provinciale Staten van Utrecht. Na haar Kamerlidmaatschap was zij vanaf 1972 twee jaar lid van de Gedeputeerde Staten van Utrecht. In december 1977 werd Haars als staatssecretaris van Justitie in het eerste kabinet-Van Agt onder meer belast met het vreemdelingenbeleid en het gevangeniswezen. Zij begon als eerste bewindspersoon in die positie met een zogeheten restrictief toelatingsbeleid, dat in het beleidsstuk Vreemdelingenbeleid 1979 uiteengezet werd en sindsdien door de Nederlandse overheid is voortgezet. Dit beleid hield in dat immigratie beperkt werd gehouden door het toepassen van toelatingscriteria. Het aantal toe te laten vreemdelingen werd niet langer een van tevoren vastgesteld quotum, maar het resultaat van enerzijds de gehanteerde criteria en anderzijds de vraag om toelating. Ter rechtvaardiging werd erop gewezen dat de Nederlandse bevolkingsdichtheid tot de hoogste ter wereld behoort. Dit was ook ten tijde van de zich voortzettende overkomst van Surinamers naar Nederland na de onafhankelijkheid van Suriname in 1975.  Bekend was haar uitdrukking: "Ik heb al zo'n vol land."
Haars vervulde vele voorzitterschappen van maatschappelijke organisaties en commissariaten in het bedrijfsleven. Vanaf februari 1984, Haars was toen al 70 jaar, was ze bijna 5 jaar waarnemend burgemeester van Kockengen, dat op 1 januari 1989 opging in de gemeente Breukelen. In 1997 overleed ze op 83-jarige leeftijd.

## Onderscheidingen
- Officier in de Orde van Oranje-Nassau
- Ridder in de Orde van de Nederlandse Leeuw (26 oktober 1981)